# Хадджа (мухафаза)
Хадджа (араб.  حجة‎) — одна из 21 мухафазы Йемена. Расположена на севере западной части страны. Граничит с Саудовской Аравией (на севере) а также с мухафазами: Ходейда и Эль-Махвит (на юге), Амран (на востоке) и Саада (на северо-востоке). На западе омывается водами Красного моря.
Площадь составляет 10 141 км²; население — 1 811 394 человека (2012). Средняя плотность населения — 178,62 чел./км². Административный центр — город Хадджа.